# با (فرعون)
| G5 | b | E11 |

| G5 | b | E11 |

با، که از او با نام هوروس با نیز یاد می‌شود، نام سرخی یکی از پادشاهان دوره آغازین مصر است که احتمال دارد در پایان دودمان یکم، پایان دودمان دوم، یا در طول دودمان سوم فرمانروایی می‌کرده است. هیچ اطلاعاتی درباره طول دوران فرمانروایی او یا هنگام آن در دست نیست.
تنها منابع معتبری که نام با از آن برداشته شده است تکه‌ای سنگ سبز رنگ منقش به نام با پیدا شده در غرفه‌های زیر هرم جوسر در سقاره است به همراه آثاری در مصطبه دودمان ششمی «نی‌عنخ‌با» که در زمان خود از بزرگان دربار بوده.